# Pfarrhaus Giebing (Vierkirchen)

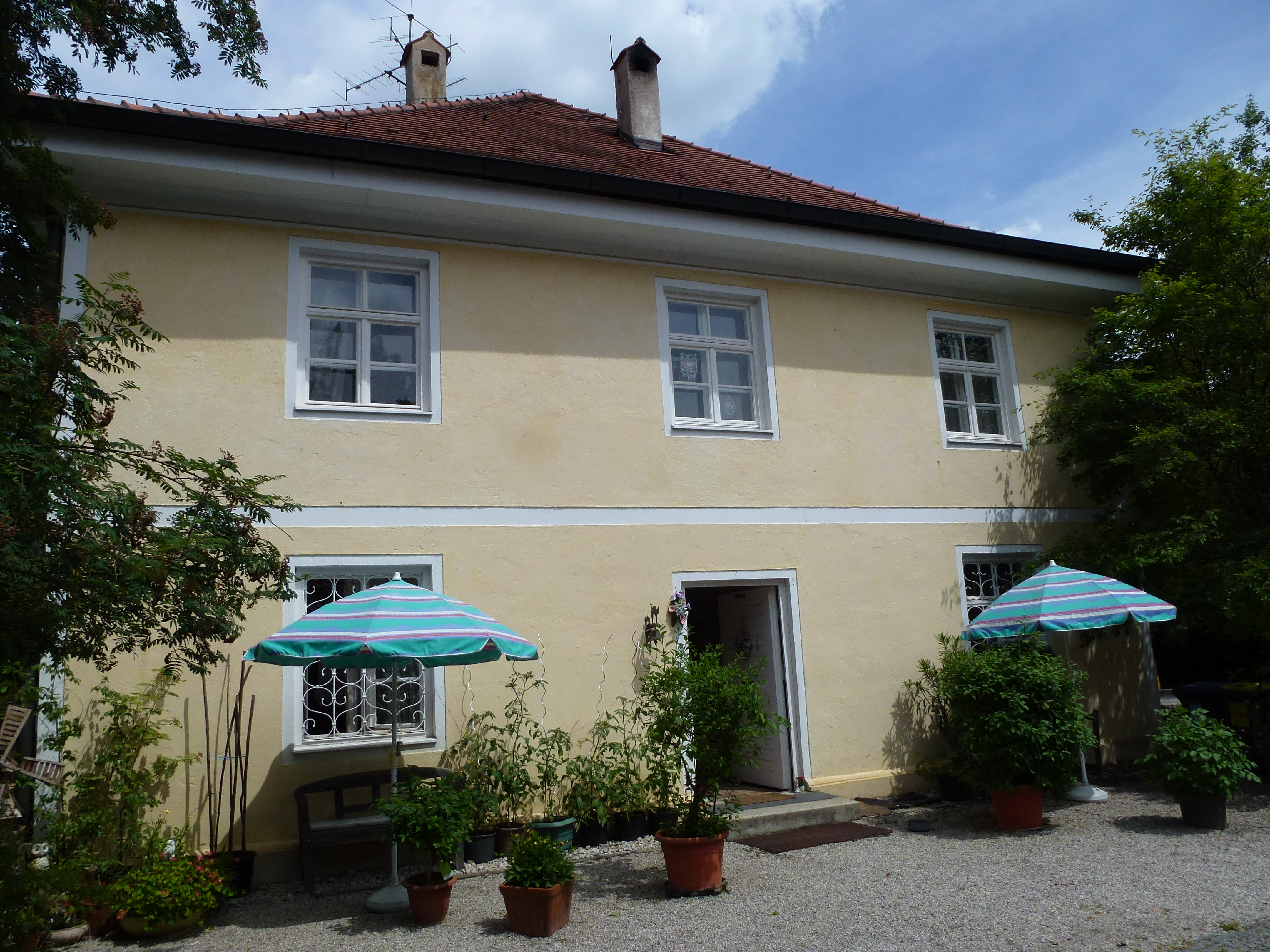
Ehemaliges Pfarrhaus in Giebing

Das ehemalige Pfarrhaus in Giebing, einem Gemeindeteil von Vierkirchen im oberbayerischen Landkreis Dachau, ist ein geschütztes Baudenkmal. Das Pfarrhaus wurde 1835 errichtet. 
Der zweigeschossige Bau an der Hauptstraße 4, südlich der katholischen Pfarrkirche St. Michael, besitzt ein Walmdach und drei zu zwei Fensterachsen.